# Autoritratto (Picasso MoMA)
Autoritratto è un dipinto a olio su cartone (51,4x36,8 cm) realizzato nel 1901 dal pittore spagnolo Pablo Picasso. È conservato nel Museum of Modern Art di New York.
Il dettaglio più interessante del quadro è rappresentato dagli occhi spalancati del pittore, ben definiti, al contrario del resto del dipinto, appena accennato. È conosciuto anche col nome Io, il re, dal momento che intorno alla testa di Picasso si trova questa scritta in spagnolo.